# Escolecocampins
Els escolecocampins (Scolecocampinae) són una subfamília de lepidòpters ditrisis de la família dels erèbids (Erebidae).

## Taxonomia
Les arens d'aquesta subfamília solen tenir un òrgan timpànic semblant a un sac de butxaca i un sàcul prim.
L'anàlisi filogenètic dona suport a la subfamília com un clade dins Erebidae, però el seu contingut és un tema d'estudi addicional.

## Gèneres
- Abablemma
- Arugisa
- Gabara
- Nigetia
- Palpidia
- Pharga
- Phobolosia
- Pseudorgyia
- Scolecocampa
- Sigela